# Kreis Tecklenburg
Der Kreis Tecklenburg war ein Landkreis in Nordrhein-Westfalen. Er wurde nach der Eingliederung des südlichen Westfalens als Provinz Westfalen in Preußen gebildet. Der größte Teil des Kreises entsprach der ehemaligen Grafschaft Tecklenburg. Im Osten grenzte er an das Oberzentrum Osnabrück. Die Bevölkerung in der Grafschaft Tecklenburg gehörte dem reformierten Bekenntnis an, durch die preußische Kirchenunion heute evangelisch. Die Bevölkerung der ehemals oberlingenschen und münsterschen Anteile des Kreises war überwiegend katholisch. Der Kreis wurde am 1. Januar 1975 mit dem Kreis Steinfurt und Teilen des Kreises Münster zum neuen Kreis Steinfurt vereinigt.
Das Tecklenburger Land ist im Wesentlichen mit dem ehemaligen Kreisgebiet deckungsgleich.
Alle folgenden Daten (Verkehr – auch Straßenbezeichnungen und Streckenverläufe, Wirtschaft usw.) beziehen sich – falls nicht anders angegeben – auf das Jahr 1971.

## Geographie

### Höhen
Die größte Erhebung befand sich im Südosten, im Liener und Westerbecker Berg mit Höhen von 225 bzw. 236 m.
Der tiefste Punkt des Kreises lag mit 34 m NN bei Dreierwalde.

### Fläche
Die Fläche des Kreisgebietes betrug 811 km², davon waren
- 71,7 % Landwirtschaft und Gartenbau
- 15,5 % Waldungen, Grünanlagen, Spiel- und Sportplätze
- 09,1 % Siedlungen und Verkehr sowie
- 03,7 % Flächen zu sonstigen Zwecken

### Nachbarkreise
Der Kreis Tecklenburg grenzte Ende 1974 im Uhrzeigersinn im Norden beginnend an den Landkreis Lingen, den Landkreis Osnabrück und die kreisfreie Stadt Osnabrück (alle in Niedersachsen) sowie an die Kreise Warendorf, Münster und Steinfurt (alle in Nordrhein-Westfalen).

## Geschichte

Der Kreis Tecklenburg im Jahr 1844

Im Jahre 1816, bei Gründung der preußischen Provinz Westfalen, wurde der Kreis Tecklenburg gebildet. Das Kreisgebiet umfasste in großen Teilen die alte Grafschaft Tecklenburg, die Obergrafschaft Lingen und Teile des Amts Bevergern (Bistum Münster). Nach seiner Gründung war der Kreis bis 1843 in die Bürgermeistereien Bevergern,
Brochterbeck, Cappeln, Hopsten, Ibbenbüren, Ladbergen (1832 aus dem Landkreis Münster in den Kreis Tecklenburg umgegliedert), Lengerich, Lotte, Mettingen, Recke, Riesenbeck, Schale und Tecklenburg untergliedert.
Mit der Einführung der Landgemeinde-Ordnung für die Provinz Westfalen wurden in den Jahren 1843 und 1844 die Bürgermeistereien in Ämter überführt. Das aus den beiden Gemeinden Ledde und Leeden bestehende Amt Ledde wurde 1851 mit der bis dahin amtsfreien Stadt Tecklenburg zum Amt Tecklenburg zusammengeschlossen. Außerdem wurde 1852 das aus der Gemeinde Dreierwalde bestehende Amt Dreierwalde in das Amt Bevergen eingegliedert. Im Jahre 1857 wurde das Amt Lienen aus dem Kreis Warendorf in den Kreis Tecklenburg umgegliedert, in dem seitdem 14 Ämter mit insgesamt 22 Gemeinden bestanden:
| Amt          | Gemeinden                                          |
| ------------ | -------------------------------------------------- |
| Bevergern    | Bevergern und Dreierwalde                          |
| Brochterbeck | Brochterbeck                                       |
| Cappeln      | Stadt Westerkappeln und Landgemeinde Westerkappeln |
| Hopsten      | Hopsten                                            |
| Ibbenbüren   | Stadt Ibbenbüren und Landgemeinde Ibbenbüren       |
| Ladbergen    | Ladbergen                                          |
| Lengerich    | Stadt Lengerich und Landgemeinde Lengerich         |
| Lienen       | Lienen                                             |
| Lotte        | Lotte und Wersen                                   |
| Mettingen    | Mettingen                                          |
| Recke        | Recke                                              |
| Riesenbeck   | Riesenbeck                                         |
| Schale       | Halverde und Schale                                |
| Tecklenburg  | Ledde, Leeden und Tecklenburg                      |

In den 1860er Jahren war eine Verlegung des Landratsamts nach Ibbenbüren im Gespräch. Als Sitz war dort die Werthmühle geplant. Ein entsprechender Beschluss des Kreistags wurde aber nicht umgesetzt, vermutlich weil der Deutsch-Französische Krieg ausbrach. Nach Kriegsende wurde das Vorhaben nicht weiter verfolgt.
In den Jahren 1890/92 bezog der damalige Landrat Belli das neue Landratsamt an der Stelle, wo sich heute noch ein Gebäude der Kreisverwaltung (Kreis Steinfurt – Kreishaus Tecklenburg) befindet. In den Folgejahren wurde das erste eigene Kreisstraßenbauamt und das Kreiswiesenbauamt eingerichtet. Am 1. April 1900 wurde im Amt Riesenbeck die Gemeinde Hörstel durch Ausgliederung aus der Gemeinde Riesenbeck gebildet und am 1. April 1927 wurde die Gemeinde Lengerich-Land in die Stadt Lengerich eingemeindet.
Im Jahre 1930 wurden mehrere Ämter fusioniert. Das Amt Bevergern wurde in das Amt Riesenbeck eingegliedert, das Amt Schale wurde in das Amt Hopsten eingegliedert, Brochterbeck kam zum Amt Tecklenburg und Recke kam zum Amt Mettingen. Im Jahre 1934 wurden außerdem die Ämter Lengerich und Lienen aufgehoben. Ladbergen wurde 1937 in das Amt Tecklenburg eingegliedert. Am 1. Oktober 1939 fusionierte die Gemeinden Westerkappeln-Stadt und Westerkappeln-Land zur amtsfreien Gemeinde Westerkappeln. Ladbergen schied 1949 wieder aus dem Amt Tecklenburg aus und wurde amtsfrei. Mettingen und Recke waren nach der Auflösung des Amtes Mettingen seit 1951 amtsfrei. Im Jahre 1959 gründete der Kreis Tecklenburg den Kreiswasserversorgungsverband (heute Wasserversorgungsverband Tecklenburger Land) und 1966 die Flughafen Münster-Osnabrück GmbH, gemeinsam mit den Städten Münster, Osnabrück und Greven sowie dem Landkreis Münster. Seit 1968 führte die A 1 (Hansalinie) auf einer Länge von 26 km durch das Kreisgebiet, schneidet in Lotte die A 30 und bildet seitdem dort das Autobahnkreuz Lotte/Osnabrück.
Am 1. Oktober 1969 wurde aus dem Landkreis der Kreis Tecklenburg.
Trotz großer Bemühungen, den Kreis Tecklenburg zu erhalten, wurde er mit Wirkung vom 1. Januar 1975 aufgelöst und bildet fortan mit dem Altkreis Steinfurt und Teilen des Kreises Münster den neuen Kreis Steinfurt.

## Einwohnerentwicklung
| Jahr | Einwohner | Quelle |
| ---- | --------- | ------ |
| 1819 | 036.545   | [ 14 ] |
| 1832 | 043.175   | [ 2 ]  |
| 1858 | 045.945   | [ 15 ] |
| 1871 | 045.657   | [ 16 ] |
| 1880 | 047.206   | [ 16 ] |
| 1890 | 049.236   | [ 17 ] |
| 1900 | 053.383   | [ 17 ] |
| 1910 | 059.620   | [ 17 ] |
| 1925 | 068.390   | [ 17 ] |
| 1939 | 075.329   | [ 17 ] |
| 1950 | 113.770   | [ 17 ] |
| 1960 | 123.500   | [ 17 ] |
| 1970 | 136.900   | [ 18 ] |
| 1974 | 142.197   |        |

## Politik

### Ergebnisse der Kreistagswahlen ab 1946
In der Liste werden nur Parteien und Wählergemeinschaften aufgeführt, die mindestens zwei Prozent der Stimmen bei der jeweiligen Wahl erhalten haben.
Stimmenanteile der Parteien in Prozent

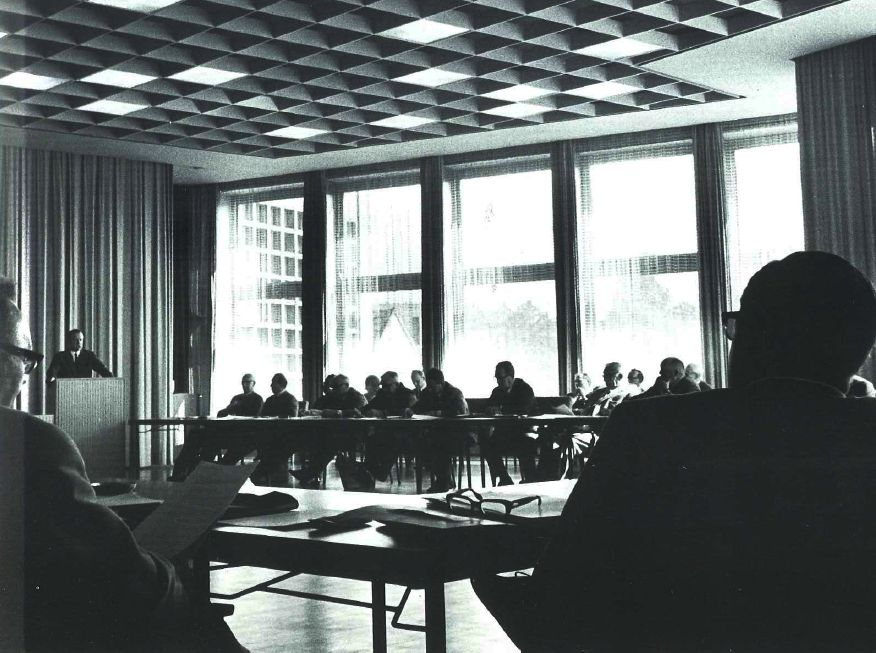
Kreistagssitzung im Tecklenburger Kreisheimathaus

| Jahr   | CDU  | SPD  | FDP  | UCSW | DZP    | BHE  |
| ------ | ---- | ---- | ---- | ---- | ------ | ---- |
| 119461 | 30,3 | 31,2 | 11,4 |      | 23,8   |      |
| 1948   | 26,2 | 37,3 | 08,1 |      | 25,1   |      |
| 1952   | 28,0 | 27,4 | 13,9 |      | 18,3   | 10,2 |
| 1956   | 30,6 | 32,5 | 13,4 |      | 15,6   | 07,9 |
| 1961   | 36,8 | 32,1 | 12,7 | 2,2  | 009,96 | 06,2 |
| 1964   | 47,4 | 37,4 | 13,1 | 2,1  |        |      |
| 219692 | 50,9 | 38,3 | 08,4 |      |        |      |

Fußnoten
1 1946: zusätzlich: KPD: 2,1 %

2 1969: zusätzlich: UWG: 2,3 %

### Landräte
- 1816–1821: Karl Philipp Mauve
- 1822–1831: Ernst von Bodelschwingh
- 1831–1870: Ludwig von Diepenbroick-Grüter
- 1870–1883: Hermann Roehrig
- 1883–1921: August Belli
- 1921–1935: Hermann Schultz
- 1935–1937: Hermann Meyer-Nieberg (NSDAP)
- 1937–1945: Karl Tanzeglock (NSDAP)
- 1942:–0000 Friedrich Boeckenhoff (vertretungsweise)
- 1942–1945: Joseph Gerdes (NSDAP)
- 1946 (15.3.–29.10.): Josef Verlemann (CDU)
- 1946–1952: Gregor Determann (Zentrum)
- 1952–1956: Heinrich Spangenberg (CDU)
- 1956–1966: Richard Borgmann (CDU)
- 1966–1974: Laurenz Börgel (CDU)

## Gliederung des Kreises Tecklenburg bis 1974
Der Kreis Tecklenburg gliederte sich vor der kommunalen Neugliederung in eine amtsfreie Stadt, fünf amtsfreie Gemeinden und fünf Ämter mit drei Städten und zwölf weiteren Gemeinden auf einer Fläche von 811,11 km² mit 142.197 Einwohnern (Stand 31. Dezember 1974).
| Gemeinde           | Amt             | Gemeinde ab 1975   | Eingemeindung  |
| ------------------ | --------------- | ------------------ | -------------- |
| Bevergern, Stadt   | Amt Riesenbeck  | Hörstel, Stadt     | 1. Januar 1975 |
| Brochterbeck       | Amt Tecklenburg | Tecklenburg, Stadt | 1. Januar 1975 |
| Dreierwalde        | Amt Riesenbeck  | Hörstel, Stadt     | 1. Januar 1975 |
| Halverde           | Amt Hopsten     | Hopsten            | 1. Januar 1975 |
| Hopsten            | Amt Hopsten     | Hopsten            | 1. Januar 1975 |
| Hörstel            | Amt Riesenbeck  | Hörstel, Stadt     | 1. Juli 1975   |
| Ibbenbüren-Land    | Amt Ibbenbüren  | Ibbenbüren, Stadt  | 1. Januar 1975 |
| Ibbenbüren, Stadt  | Amt Ibbenbüren  | Ibbenbüren, Stadt  |                |
| Ladbergen          | amtsfrei        | Ladbergen          |                |
| Ledde              | Amt Tecklenburg | Tecklenburg, Stadt | 1. Januar 1975 |
| Leeden             | Amt Tecklenburg | Tecklenburg, Stadt | 1. Januar 1975 |
| Lengerich, Stadt   | amtsfrei        | Lengerich, Stadt   |                |
| Lienen             | amtsfrei        | Lienen             |                |
| Lotte              | Amt Lotte       | Lotte              | 1. Januar 1975 |
| Mettingen          | amtsfrei        | Mettingen          |                |
| Recke              | amtsfrei        | Recke              |                |
| Riesenbeck         | Amt Riesenbeck  | Hörstel, Stadt     | 1. Juli 1975   |
| Schale             | Amt Hopsten     | Hopsten            | 1. Januar 1975 |
| Tecklenburg, Stadt | Amt Tecklenburg | Tecklenburg, Stadt |                |
| Wersen             | Amt Lotte       | Lotte              | 1. Januar 1975 |
| Westerkappeln      | amtsfrei        | Westerkappeln      |                |

## Verkehr
Im Kreisgebiet befand sich 1971 folgendes Verkehrswegenetz:
Bahnstrecken:
- Köln – Ruhrgebiet – Münster – Lengerich – Osnabrück – Bremen – Hamburg
- Amsterdam – Hengelo – Rheine – Ibbenbüren – Osnabrück – Hannover – Berlin
- Osnabrück – Bramsche – Oldenburg – Wilhelmshaven, Osnabrück – Bramsche – Vechta – Bremen
- Teutoburger Wald-Eisenbahn: Ibbenbüren – Tecklenburg – Lengerich – Bad Iburg – Gütersloh
- Tecklenburger Nordbahn: Osnabrück – Westerkappeln – Mettingen – Recke (- Rheine)

Autobahnen:
- A 1 – Hansalinie
  - Auffahrten: Ladbergen, Lengerich/Tecklenburg, Kreuz Lotte/Osnabrück,
- A 30 – Lotte – Osnabrück
  - Auffahrten: Hörstel, Ibbenbüren-West, Ibbenbüren, Ibbenbüren-Laggenbeck, Lotte
- insgesamt: 28 km (geplant: 29 km – A 30 bis Rheine – Hengelo)

Bundesstraßen:
- B 65 Minden – Osnabrück – Rheine – Hengelo (Niederlande)
- B 219 Münster – Greven – Saerbeck – Ibbenbüren
- B 475 Soest – Warendorf – Ladbergen – Saerbeck – Emsdetten – Rheine
- insgesamt: 60 km

Landesstraßen:
- insgesamt mit einer Länge von 310 km

Kreisstraßen:
- insgesamt mit einer Länge von 291 km

Gemeindestraßen:
- insgesamt mit einer Länge von 1003 km

Wasserstraßen:
- Dortmund-Ems-Kanal
- Mittellandkanal
- neun Binnenhäfen im Kreisgebiet

## Wappen
Am 30. Juni 1934 verlieh das preußische Staatsministerium dem Kreis Tecklenburg ein Wappen.
| Wappen von Kreis Tecklenburg | Blasonierung: „Gespalten und halbgeteilt: Vorn (heraldisch rechts) in Silber drei rote Seerosenblätter, hinten im oberen Feld in Blau ein goldener Anker, im unteren Feld in Gold ein roter Balken.“ |
| Wappen von Kreis Tecklenburg | Wappenbegründung: Die drei Seerosenblätter (auch Schröterhörner genannt) waren seit dem 14. Jahrhundert die Symbole der Grafen von Tecklenburg. Die Seerosenblätter sind ebenfalls im Wappen der Stadt Tecklenburg abgebildet und finden sich auch in einigen Wappen umliegender Gemeinden wieder. Im Wappen des neuen Kreises Steinfurt stehen sie als Symbol für das Tecklenburger Land. Der Anker auf der hinteren Seite weist auf die Verbindung zur Herrschaft Lingen hin, die bis in das 16. Jahrhundert hinein Teil der Grafschaft Tecklenburg war. Auf Grund einer Erbteilung gingen Gebiete der alten Grafschaft Tecklenburg an Lingen bzw. später an die Niederlande verloren, die aber nach 1816 wieder im neuen Landkreis Tecklenburg vereinigt wurden. Ebenfalls auf der linken Seite befinden sich die Farben des Bistums Münster, die an das ehemalige Amt Bevergern erinnern. Flagge: Die Hissflagge besteht aus zwei gleich langen und gleich breiten Bahnen in den Farben Rot und Weiß, auf deren Mitte nach dem Fahnenschaft zu verschoben das Kreiswappen gelegt ist. Banner: Das Banner besteht aus zwei gleich langen und gleich breiten Bahnen in den Farben Rot und Weiß, auf die über die Mitte nach oben verschoben das Kreiswappen gelegt ist. |

## Städte und Gemeinden
| Städte (Einwohner am 30. Juni 1971) 1. Bevergern (2.709) 2. Ibbenbüren (41.307 -einschl. Gemeinde Ibbenbüren-Land-) 3. Lengerich (21.521) 4. Tecklenburg (2.358) | Gemeinden (Einwohner am 30. Juni 1971) 1. Brochterbeck (2.463) 2. Dreierwalde (1.371) 3. Halverde (811) 4. Hopsten (3.827) 5. Hörstel (4.980) 6. Ibbenbüren-Land 7. Ladbergen (4.395) 8. Ledde (1.479) 9. Leeden (2.039) 10. Lienen (6.958) 11. Lotte (3.213) 12. Mettingen (10.099) 13. Recke (9.022) 14. Riesenbeck (4.945) 15. Schale (1.141) 16. Wersen (5.285) 17. Westerkappeln (8.621) |

Die Stadt Lengerich und die Gemeinden Ladbergen, Lienen, Mettingen, Recke und Westerkappeln waren amtsfrei. Die anderen Städte und Gemeinden gehörten zu fünf Ämtern, und zwar
- die Gemeinden Halverde, Hopsten und Schale zum Amt Hopsten (Rechtsnachfolgerin: Gemeinde Hopsten),
- die Stadt Ibbenbüren und die Gemeinde Ibbenbüren-Land zum Amt Ibbenbüren (Rechtsnachfolgerin: Stadt Ibbenbüren),
- die Gemeinden Lotte und Wersen zum Amt Lotte (Rechtsnachfolgerin: Gemeinde Lotte),
- die Stadt Bevergern und die Gemeinden Dreierwalde, Hörstel und Riesenbeck zum Amt Riesenbeck (Rechtsnachfolgerin: Stadt Hörstel) und
- die Stadt Tecklenburg und die Gemeinden Brochterbeck, Ledde und Leeden zum Amt Tecklenburg (Rechtsnachfolgerin: Stadt Tecklenburg).

## Kfz-Kennzeichen
Am 1. Juli 1956 wurde dem damaligen Landkreis bei der Einführung der bis heute gültigen Kfz-Kennzeichen das Unterscheidungszeichen TE zugewiesen. Es wurde bis zum 31. Dezember 1974 ausgegeben. Seit dem 3. Juli 2013 ist es im seit 1975 bestehenden neuen Kreis Steinfurt erhältlich.